# Tram STFER serie 400
Le vetture tranviarie serie 400 della STFER di Roma erano una serie di vetture tranviarie articolate, progettate per l'esercizio sulle tratte urbane (Termini-Capannelle e Termini-Cinecittà) delle tranvie dei Castelli.

## Storia

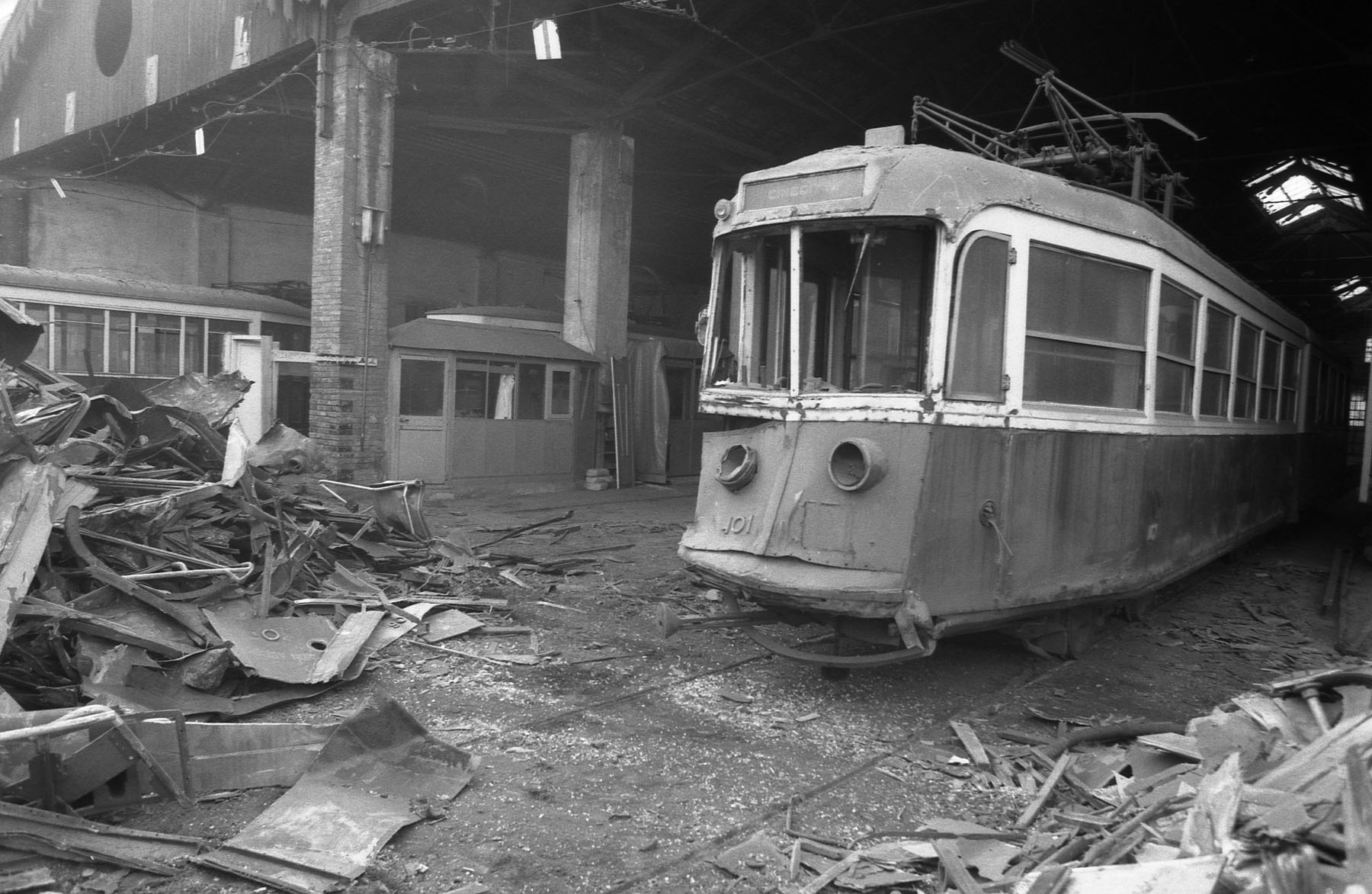
La vettura 401 nel deposito di via Appia Nuova 450, salvata dalla demolizione in una foto nel 1992

Nel 1938 l'Officina Meccanica della Stanga di Padova costruì per STFER un prototipo di vettura tranviaria articolata, numerata 401, che rappresentò la prima applicazione al mondo della cosiddetta "giostra Urbinati" per il collegamento fra le due semicasse.
Due anni più tardi fu consegnata all'ATAG - esercente le tranvie urbane - una vettura molto simile, la 7001, da cui nel dopoguerra furono derivate le vetture "Stanga".
Visti i buoni risultati ottenuti con il prototipo 401, la STEFER ordinò 11 unità di serie, che furono consegnate nel 1941 e numerate da 402 a 412.
Le vetture furono poste in servizio sulle tratte urbane (Termini-Capannelle e Termini-Cinecittà) della rete sociale e, a partire dal 1952, vennero affiancate dalle più moderne vetture della serie 500.
Nel 1980, alla chiusura dell'ultima tratta sostituita dalla linea A della metropolitana, le vetture furono accantonate nel deposito di via Appia Nuova 450 e demolite del 1992 salvo alcune esemplari.
Attualmente sopravvivono la vettura prototipo n. 401, in restauro presso l'ATTS di Torino e le vetture di serie n. 402 e 404, preservate rispettivamente presso la Ferrovia-Museo della stazione di Colonna, poco distante da Colonna, e il Museo di Porta San Paolo, a Roma.